# Birnau

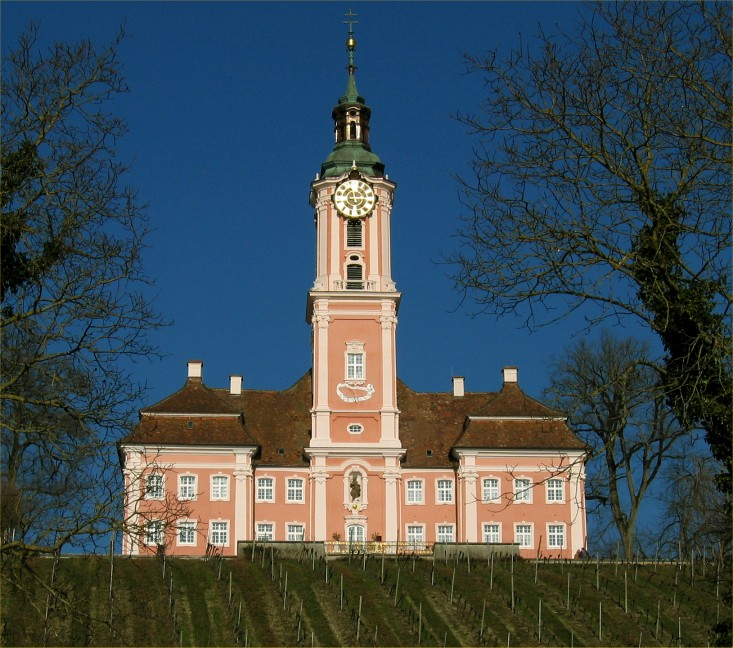
Wallfahrtskirche Birnau am Bodensee

Birnau ist ein Wohnplatz in Uhldingen-Mühlhofen im baden-württembergischen Bodenseekreis in Deutschland rund zwei Kilometer nordwestlich der Ortsmitte oberhalb der Bahnstrecke Stahringen–Friedrichshafen am Bodensee-Ufer bei Schloss Maurach sowie unmittelbar unterhalb der Bundesstraße 31 auf der Gemarkung von Oberuhldingen.

## Sehenswürdigkeiten
Birnau ist vor allem bekannt für und durch die barocke Wallfahrtskirche Birnau, aber auch durch weitere historische Bauten und die gastronomischen Angebote.